# VRC VI

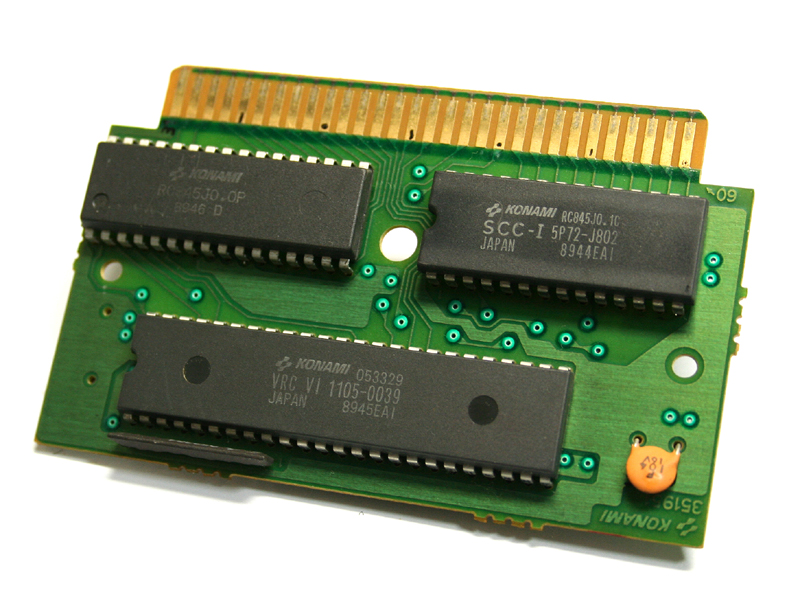
VRC VI（写真中央下）『悪魔城伝説』実装例

VRC VI (ヴィーアールシー シックス、Virtual Rom Controller 6) は1989年にコナミ（後にコナミデジタルエンタテインメントへ分社）が開発したファミリーコンピュータ（ファミコン）用のROMバンクコントロールチップ兼、音源LSIである。
また、本項ではVRC VIの派生版にあたるVRC VII（ヴィーアールシー セブン、Virtual Rom Controller 7）についても記述する。

## VRC VI

### 仕様
- プログラムROMとキャラクターROMをバンク切り換え可能
- 音声出力：8ビットデジタル出力（矩形波 2ch + 鋸波 1ch） - ラスター位置を検出して、IRQ割り込みを発生させる。
- パッケージ：48ピンDIP - パッケージ形状や表面の印刷、文字形状、ロット管理番号などから東芝製と思われる。

### 音源部分
- 矩形波 (2ch) : ファミコン音源では4種類だったデューティ比が、VRC VIでは8種類（1:15から1:1まで）
- 鋸波 (1ch) : 音声出力はデジタル出力であるが、ROMカートリッジ内に実装されているR-2R方式の抵抗ラダーによりD/A変換され、ファミコンのカートリッジスロットの外部音声入力端子を経由してファミコン内部でファミコン内蔵音源と音声ミキシングされ、音声出力される。

### VRC VI搭載ゲーム
- RC845 悪魔城伝説
- RC846 魍魎戦記MADARA
- RC861 エスパードリーム2 新たなる戦い

## VRC VII
VRC VIIは VRC VIの派生品。基本仕様はVRC VIと同等であるが、音源部がFM音源 （YM2413 (OPLL) 類似、6ch） 仕様となっている。OPLLとの違いは、リズム音源の削除、リズム音源未使用時でもFM音源の同時発音数が6音に削減、内蔵音色パラメータを独自のものに差し替えである。レジスタ配置はOPLLとの互換性がある。

### VRC VII搭載ゲーム
- RC851 ラグランジュポイント
- RV051 タイニートゥーンアドベンチャー2（日本国内版のみ。バンクコントローラとしての使用であり、拡張音源は未使用）